# Nowe Skalmierzyce
Nowe Skalmierzyce is een stad in het Poolse woiwodschap Groot-Polen, gelegen in de powiat Ostrowski. De oppervlakte bedraagt 1,59 km², het inwonertal 5116 (2005).

## Verkeer en vervoer
- Station Nowe Skalmierzyce